# Hirne (Charzysk)
Hirne (ukrainisch Гірне; russisch Горное/Gornoje) ist eine Siedlung städtischen Typs im Osten der Ukraine in der Oblast Donezk mit etwa 3000 Einwohnern.
Die Siedlung städtischen Typs befindet sich im Nordosten des Stadtgebiets von Charzysk, etwa 5 Kilometer vom Stadtzentrum und 26 Kilometer nordöstlich vom Oblastzentrum Donezk entfernt, der Fluss Krynka verläuft nordöstlich des Ortsgebietes.
Verwaltungstechnisch gehört der Ort zur Stadtgemeinde von Charzysk und ist ihr direkt unterstellt.
Der Ort hat seit 1957 den Status einer Siedlung städtischen Typs, im Verlauf des Ukrainekrieges wurde der Ort 2014 durch Separatisten der Volksrepublik Donezk besetzt.